# Birutė Šakickienė
Birutė Šakickienė (* 26. November 1968 in Utena) ist eine ehemalige litauische Ruderin, die bei den Olympischen Spielen 2000 zusammen mit Kristina Poplavskaja im Doppelzweier die Bronzemedaille gewann. Das war bis August 2016 die einzige olympische Medaille im Rudern für Litauen.
Birutė Šakickienė hatte bei den Weltmeisterschaften 1994 den neunten Platz mit dem litauischen Doppelvierer erreicht. Bei den Olympischen Spielen 1996 ruderte sie im Einer, die 1,86 m große Ruderin belegte den vierzehnten Platz. Ab 1997 ruderte sie mit Kristina Poplavskaja im Doppelzweier, bei den Weltmeisterschaften 1997 und 1998 belegten die beiden den siebten Platz. 1999 in St. Catharines erreichten die beiden erstmals ein A-Finale bei internationalen Meisterschaften und belegten den vierten Platz hinter den Booten aus Deutschland, China und den Niederlanden. Die Chinesinnen erreichten bei der Olympiaregatta 2000 in Sydney nicht das A-Finale, die beiden Litauerinnen gewannen hinter den Deutschen und den Niederländerinnen die Bronzemedaille. Bei den Weltmeisterschaften 2001 erreichten die beiden Litauerinnen zwar das A-Finale, lagen als Fünfte allerdings über sieben Sekunden hinter der Bronzemedaille. Bei ihrer letzten gemeinsamen Weltmeisterschaftsteilnahme 2002 in Sevilla belegten sie den siebten Platz.